# Élections cantonales de 2008 dans le Var
Les élections cantonales ont eu lieu les 9 et 16 mars 2008. Elles avaient pour but d’élire la moitié des conseillers généraux du département français du Var qui siègent au conseil général du Var pour un mandat de six années.

## Contexte départemental

### Assemblée départementale sortante
Avant les élections, le conseil général du Var est présidé par Horace Lanfranchi. Il comprend 43 conseillers généraux issus des 43 cantons du Var ; 21 d'entre eux sont renouvelables lors de ces élections.
| Parti                             | Sigle | Élus |
| --------------------------------- | ----- | ---- |
| Majorité (31 sièges)              |       |      |
| Union pour un mouvement populaire | UMP   | 26   |
| Divers droite                     | DVD   | 4    |
| Mouvement démocrate               | MoDem | 1    |
| Opposition (12 sièges)            |       |      |
| Parti socialiste                  | PS    | 8    |
| Divers gauche                     | DVG   | 2    |
| Parti communiste français         | PCF   | 2    |
| Président du conseil général      |       |      |
| Horace Lanfranchi (UMP)           |       |      |

## Résultats à l'échelle du département
| Étiquette      | Étiquette                         | Premier tour | Premier tour | Second tour | Second tour | Total |
| Étiquette      | Étiquette                         | Voix         | %            | Voix        | %           | Total |
| -------------- | --------------------------------- | ------------ | ------------ | ----------- | ----------- | ----- |
|                | Parti socialiste                  | 38 730       | 20,23        | 22 739      | 27,8        | 3     |
|                | Divers gauche                     | 12 503       | 6,53         | 8 416       | 10,29       | 8     |
|                | Parti communiste français         | 6 087        | 3,18         | 946         | 1,16        | 0     |
| Gauche         | Gauche                            | 57 320       | 29,94        | 32 101      | 39,25       | 12    |
|                |                                   |              |              |             |             |       |
|                | Union pour un mouvement populaire | 87 082       | 45,48        | 36 899      | 45,12       | 7     |
|                | Divers droite                     | 20 152       | 10,52        | 12 788      | 15,64       | 2     |
|                | Front national                    | 16 779       | 8,76         |             |             |       |
|                | Mouvement démocrate               | 6 243        | 3,26         |             |             |       |
|                | Nouveau Centre                    | 1 290        | 0,67         |             |             |       |
|                | Extrême droite                    | 908          | 0,47         |             |             |       |
| Droite         | Droite                            | 132 454      | 69,16        | 49 687      | 60,75       | 9     |
|                |                                   |              |              |             |             |       |
|                | Divers                            | 1 703        | 0,89         |             |             |       |
|                |                                   |              |              |             |             |       |
| Inscrits       | Inscrits                          | 317 974      | 100,00       | 142 818     | 100,00      |       |
| Abstentions    | Abstentions                       | 118 861      | 37,38        | 57 238      | 40,08       |       |
| Votants        | Votants                           | 199 113      | 62,62        | 85 580      | 59,92       |       |
| Blancs et nuls | Blancs et nuls                    | 7 636        | 3,84         | 3 792       | 4,43        |       |
| Exprimés       | Exprimés                          | 191 477      | 96,16        | 81 788      | 95,57       |       |

### Résultats en nombre de sièges
| Parti | Sortants | Élus | Évolution |
| ----- | -------- | ---- | --------- |
| UMP   | 15       | 14   | -1        |
| PS    | 2        | 4    | +2        |
| DVD   | 2        | 2    | =         |
| DVG   | 1        | 1    | =         |
| PCF   | 1        | 0    | -1        |

### Assemblée départementale à l'issue des élections
| Parti                             | Sigle | Élus |
| --------------------------------- | ----- | ---- |
| Majorité (30 sièges)              |       |      |
| Union pour un mouvement populaire | UMP   | 25   |
| Divers droite                     | DVD   | 4    |
| Mouvement démocrate               | MoDem | 1    |
| Opposition (13 sièges)            |       |      |
| Parti socialiste                  | PS    | 10   |
| Divers gauche                     | DVG   | 2    |
| Parti communiste français         | PCF   | 1    |
| Président du conseil général      |       |      |
| Horace Lanfranchi (UMP)           |       |      |

## Résultats par canton

### Canton d'Aups
| Candidats      | Candidats                | Étiquette      | Premier tour | Premier tour | Second tour | Second tour |
| Candidats      | Candidats                | Étiquette      | Voix         | %            | Voix        | %           |
| -------------- | ------------------------ | -------------- | ------------ | ------------ | ----------- | ----------- |
|                | Pierre Lambert           | DVD            | 688          | 32,97        | 1 011       | 51,66       |
|                | Jean-Pierre Ciofi        | PCF            | 531          | 25,44        | 946         | 48,34       |
|                | Pierre Rollandi*         | UMP            | 449          | 21,51        | Retrait     | Retrait     |
|                | Charles-Antoine Mordelet | DVD            | 336          | 16,10        | Retrait     | Retrait     |
|                | Roger Pasquier           | FN             | 83           | 3,98         |             |             |
|                |                          |                |              |              |             |             |
| Inscrits       | Inscrits                 | Inscrits       | 2 563        | 100,00       | 2 563       | 100,00      |
| Abstentions    | Abstentions              | Abstentions    | 424          | 16,54        | 501         | 19,55       |
| Votants        | Votants                  | Votants        | 2 139        | 83,46        | 2 062       | 80,45       |
| Blancs et nuls | Blancs et nuls           | Blancs et nuls | 52           | 2,43         | 105         | 5,09        |
| Exprimés       | Exprimés                 | Exprimés       | 2 087        | 97,57        | 1 957       | 94,91       |

*sortant

### Canton de Barjols
| Candidats      | Candidats        | Étiquette      | Premier tour | Premier tour | Second tour | Second tour |
| Candidats      | Candidats        | Étiquette      | Voix         | %            | Voix        | %           |
| -------------- | ---------------- | -------------- | ------------ | ------------ | ----------- | ----------- |
|                | Michel Partage   | DVG            | 1 451        | 25,66        | 2 419       | 52,35       |
|                | Guy Blanc        | UMP            | 1 972        | 34,88        | 2 202       | 47,65       |
|                | Joëlle Mecagni   | PCF            | 1 118        | 19,77        | Retrait     | Retrait     |
|                | Philippe Moachon | PS             | 1 113        | 19,69        | Retrait     | Retrait     |
|                |                  |                |              |              |             |             |
| Inscrits       | Inscrits         | Inscrits       | 8 053        | 100,00       | 8 023       | 100,00      |
| Abstentions    | Abstentions      | Abstentions    | 2 085        | 25,89        | 3 134       | 39,06       |
| Votants        | Votants          | Votants        | 5 968        | 74,11        | 4 889       | 60,94       |
| Blancs et nuls | Blancs et nuls   | Blancs et nuls | 314          | 5,26         | 268         | 5,48        |
| Exprimés       | Exprimés         | Exprimés       | 5 654        | 94,74        | 4 621       | 94,52       |

### Canton du Beausset
| Candidats      | Candidats             | Étiquette      | Premier tour | Premier tour |
| Candidats      | Candidats             | Étiquette      | Voix         | %            |
| -------------- | --------------------- | -------------- | ------------ | ------------ |
|                | Josette Pons*         | UMP            | 11 614       | 83,63        |
|                | Alexandre Molina      | FN             | 1 493        | 10,75        |
|                | Pierre-Laurent Chable | MNR            | 780          | 5,62         |
|                |                       |                |              |              |
| Inscrits       | Inscrits              | Inscrits       | 26 248       | 100,00       |
| Abstentions    | Abstentions           | Abstentions    | 10 645       | 40,56        |
| Votants        | Votants               | Votants        | 15 603       | 59,44        |
| Blancs et nuls | Blancs et nuls        | Blancs et nuls | 1 623        | 11,00        |
| Exprimés       | Exprimés              | Exprimés       | 13 887       | 89,00        |

*sortant

### Canton de Collobrières
| Candidats      | Candidats            | Étiquette      | Premier tour | Premier tour |
| Candidats      | Candidats            | Étiquette      | Voix         | %            |
| -------------- | -------------------- | -------------- | ------------ | ------------ |
|                | Albert Vatinet*      | UMP            | 4 581        | 57,83        |
|                | Jean-Laurent Felizia | DVG            | 2 588        | 32,67        |
|                | Michèle Duyota       | FN             | 752          | 9,49         |
|                |                      |                |              |              |
| Inscrits       | Inscrits             | Inscrits       | 15 451       | 100,00       |
| Abstentions    | Abstentions          | Abstentions    | 4 265        | 34,25        |
| Votants        | Votants              | Votants        | 8 186        | 65,75        |
| Blancs et nuls | Blancs et nuls       | Blancs et nuls | 265          | 3,24         |
| Exprimés       | Exprimés             | Exprimés       | 7 921        | 96,76        |

*sortant

### Canton de Comps-sur-Artuby
| Candidats      | Candidats          | Étiquette      | Premier tour | Premier tour |
| Candidats      | Candidats          | Étiquette      | Voix         | %            |
| -------------- | ------------------ | -------------- | ------------ | ------------ |
|                | Raymonde Carletti* | PS             | 964          | 92,87        |
|                | Jean-Claude Chaine | FN             | 74           | 7,13         |
|                |                    |                |              |              |
| Inscrits       | Inscrits           | Inscrits       | 1 276        | 100,00       |
| Abstentions    | Abstentions        | Abstentions    | 159          | 12,46        |
| Votants        | Votants            | Votants        | 1 117        | 87,54        |
| Blancs et nuls | Blancs et nuls     | Blancs et nuls | 79           | 7,07         |
| Exprimés       | Exprimés           | Exprimés       | 1 038        | 92,93        |

*sortant

### Canton de Cotignac
| Candidats      | Candidats         | Étiquette      | Premier tour | Premier tour |
| Candidats      | Candidats         | Étiquette      | Voix         | %            |
| -------------- | ----------------- | -------------- | ------------ | ------------ |
|                | Jean-Louis Aléna* | PS             | 3 060        | 60,87        |
|                | Maurice Lombard   | UMP            | 1 247        | 24,81        |
|                | Laurent Carratala | PCF            | 374          | 7,44         |
|                | Arnaud Tomaselli  | FN             | 346          | 6,88         |
|                |                   |                |              |              |
| Inscrits       | Inscrits          | Inscrits       | 6 870        | 100,00       |
| Abstentions    | Abstentions       | Abstentions    | 1 745        | 25,40        |
| Votants        | Votants           | Votants        | 5 125        | 74,60        |
| Blancs et nuls | Blancs et nuls    | Blancs et nuls | 98           | 1,91         |
| Exprimés       | Exprimés          | Exprimés       | 5 027        | 98,09        |

*sortant

### Canton de La Crau
| Candidats      | Candidats      | Étiquette      | Premier tour | Premier tour |
| Candidats      | Candidats      | Étiquette      | Voix         | %            |
| -------------- | -------------- | -------------- | ------------ | ------------ |
|                | Marc Giraud*   | UMP            | 9 836        | 52,39        |
|                | Armel Gien     | PS             | 6 543        | 34,85        |
|                | Alain Grimaud  | FN             | 2 396        | 12,76        |
|                |                |                |              |              |
| Inscrits       | Inscrits       | Inscrits       | 29 496       | 100,00       |
| Abstentions    | Abstentions    | Abstentions    | 10 070       | 34,14        |
| Votants        | Votants        | Votants        | 19 426       | 65,86        |
| Blancs et nuls | Blancs et nuls | Blancs et nuls | 651          | 3,35         |
| Exprimés       | Exprimés       | Exprimés       | 18 775       | 96,65        |

*sortant

### Canton de Cuers
| Candidats      | Candidats             | Étiquette      | Premier tour | Premier tour | Second tour | Second tour |
| Candidats      | Candidats             | Étiquette      | Voix         | %            | Voix        | %           |
| -------------- | --------------------- | -------------- | ------------ | ------------ | ----------- | ----------- |
|                | Véronique Baccino     | UMP            | 2 014        | 19,17        | 3 480       | 36,72       |
|                | Patrick Martinelli    | DVG            | 1 853        | 17,64        | 3 080       | 32,50       |
|                | Gérard Cabri          | DVG            | 1 876        | 17,85        | 2 917       | 30,78       |
|                | Max Bastide           | DVG            | 1 502        | 14,30        |             |             |
|                | Robert Daumas         | PS             | 1 264        | 12,03        |             |             |
|                | Philippe Duval        | DVD            | 1 181        | 11,24        |             |             |
|                | Philippe De Pierrefeu | FN             | 817          | 7,78         |             |             |
|                |                       |                |              |              |             |             |
| Inscrits       | Inscrits              | Inscrits       | 15 701       | 100,00       | 15 702      | 100,00      |
| Abstentions    | Abstentions           | Abstentions    | 4 838        | 30,81        | 5 836       | 37,17       |
| Votants        | Votants               | Votants        | 10 863       | 69,19        | 9 866       | 62,83       |
| Blancs et nuls | Blancs et nuls        | Blancs et nuls | 356          | 3,28         | 389         | 3,94        |
| Exprimés       | Exprimés              | Exprimés       | 10 507       | 96,72        | 9 477       | 96,06       |

### Canton de Draguignan
| Candidats      | Candidats        | Étiquette      | Premier tour | Premier tour | Second tour | Second tour |
| Candidats      | Candidats        | Étiquette      | Voix         | %            | Voix        | %           |
| -------------- | ---------------- | -------------- | ------------ | ------------ | ----------- | ----------- |
|                | Max Piselli*     | UMP            | 7 858        | 35,54        | 11 167      | 50,59       |
|                | Christian Martin | PS             | 7 829        | 35,41        | 10 907      | 49,41       |
|                | Gérald Pultrini  | DVD            | 3 425        | 15,49        |             |             |
|                | Robert Lalanne   | FN             | 1 722        | 7,79         |             |             |
|                | Richard Belkadi  | MoDem          | 1 278        | 5,78         |             |             |
|                |                  |                |              |              |             |             |
| Inscrits       | Inscrits         | Inscrits       | 36 155       | 100,00       | 36 146      | 100,00      |
| Abstentions    | Abstentions      | Abstentions    | 13 407       | 37,08        | 13 097      | 36,23       |
| Votants        | Votants          | Votants        | 22 748       | 62,92        | 23 049      | 63,77       |
| Blancs et nuls | Blancs et nuls   | Blancs et nuls | 636          | 2,80         | 975         | 4,23        |
| Exprimés       | Exprimés         | Exprimés       | 22 112       | 97,20        | 22 074      | 95,77       |

*sortant

### Canton de Fayence
| Candidats      | Candidats           | Étiquette      | Premier tour | Premier tour |
| Candidats      | Candidats           | Étiquette      | Voix         | %            |
| -------------- | ------------------- | -------------- | ------------ | ------------ |
|                | François Cavallier* | UMP            | 5 459        | 55,21        |
|                | René Ugo            | DVD            | 3 471        | 35,11        |
|                | Patrick Renard      | FN             | 957          | 9,68         |
|                |                     |                |              |              |
| Inscrits       | Inscrits            | Inscrits       | 15 647       | 100,00       |
| Abstentions    | Abstentions         | Abstentions    | 5 359        | 34,25        |
| Votants        | Votants             | Votants        | 10 288       | 65,75        |
| Blancs et nuls | Blancs et nuls      | Blancs et nuls | 401          | 3,90         |
| Exprimés       | Exprimés            | Exprimés       | 9 887        | 96,10        |

*sortant

### Canton de Grimaud
| Candidats      | Candidats        | Étiquette      | Premier tour | Premier tour | Second tour | Second tour |
| Candidats      | Candidats        | Étiquette      | Voix         | %            | Voix        | %           |
| -------------- | ---------------- | -------------- | ------------ | ------------ | ----------- | ----------- |
|                | Bernard Rolland* | UMP            | 6 436        | 42,30        | 5 508       | 42,24       |
|                | Jean-Marc Zabern | DVD            | 4 021        | 26,43        | 4 974       | 38,14       |
|                | Michel Pineau    | PS             | 3 139        | 20,63        | 2 559       | 19,62       |
|                | David Rachline   | FN             | 1 618        | 10,63        |             |             |
|                |                  |                |              |              |             |             |
| Inscrits       | Inscrits         | Inscrits       | 23 294       | 100,00       | 23 294      | 100,00      |
| Abstentions    | Abstentions      | Abstentions    | 7 599        | 32,62        | 9 889       | 42,45       |
| Votants        | Votants          | Votants        | 15 695       | 67,38        | 13 405      | 57,55       |
| Blancs et nuls | Blancs et nuls   | Blancs et nuls | 481          | 3,06         | 364         | 2,72        |
| Exprimés       | Exprimés         | Exprimés       | 15 214       | 96,94        | 13 041      | 97,28       |

*sortant

### Canton de la Roquebrussanne
| Candidats      | Candidats           | Étiquette      | Premier tour | Premier tour | Second tour | Second tour |
| Candidats      | Candidats           | Étiquette      | Voix         | %            | Voix        | %           |
| -------------- | ------------------- | -------------- | ------------ | ------------ | ----------- | ----------- |
|                | André Guiol         | PS             | 4 496        | 43,66        | 5 620       | 60,56       |
|                | Gérard Fabre*       | UMP            | 3 420        | 33,21        | 3 660       | 39,44       |
|                | Jean Cantisano      | FN             | 949          | 9,22         |             |             |
|                | Michel Laffineur    | DVD            | 938          | 9,11         |             |             |
|                | Jean-Claude Pernoud | NC             | 495          | 4,81         |             |             |
|                |                     |                |              |              |             |             |
| Inscrits       | Inscrits            | Inscrits       | 15 733       | 100,00       | 15 734      | 100,00      |
| Abstentions    | Abstentions         | Abstentions    | 5 052        | 32,11        | 6 150       | 39,09       |
| Votants        | Votants             | Votants        | 10 681       | 67,89        | 9 584       | 60,91       |
| Blancs et nuls | Blancs et nuls      | Blancs et nuls | 384          | 3,59         | 304         | 3,17        |
| Exprimés       | Exprimés            | Exprimés       | 10 298       | 96,41        | 9 280       | 96,83       |

*sortant

### Canton de Saint-Mandrier-sur-Mer
| Candidats      | Candidats         | Étiquette      | Premier tour | Premier tour | Second tour | Second tour |
| Candidats      | Candidats         | Étiquette      | Voix         | %            | Voix        | %           |
| -------------- | ----------------- | -------------- | ------------ | ------------ | ----------- | ----------- |
|                | Arthur Paecht*    | UMP            | 4 198        | 32,23        | 5 555       | 44,95       |
|                | Gilles Vincent    | DVD            | 2 869        | 22,03        | 6 803       | 55,05       |
|                | Florence Cyrulnik | SE             | 1 703        | 13,08        |             |             |
|                | Nathalie Bicais   | MoDem          | 1 639        | 12,58        |             |             |
|                | Jean-Marie Jegou  | PCF            | 900          | 6,91         |             |             |
|                | Reine Peugeot     | FN             | 887          | 6,81         |             |             |
|                | Claude Iconomou   | DVG            | 828          | 6,36         |             |             |
|                |                   |                |              |              |             |             |
| Inscrits       | Inscrits          | Inscrits       | 22 571       | 100,00       | 22 573      | 100,00      |
| Abstentions    | Abstentions       | Abstentions    | 9 240        | 40,94        | 9 213       | 40,81       |
| Votants        | Votants           | Votants        | 13 331       | 59,06        | 13 360      | 59,19       |
| Blancs et nuls | Blancs et nuls    | Blancs et nuls | 307          | 2,30         | 1 002       | 7,50        |
| Exprimés       | Exprimés          | Exprimés       | 13 024       | 97,70        | 12 358      | 92,50       |

*sortant

### Canton de Salernes
| Candidats      | Candidats              | Étiquette      | Premier tour | Premier tour | Second tour | Second tour |
| Candidats      | Candidats              | Étiquette      | Voix         | %            | Voix        | %           |
| -------------- | ---------------------- | -------------- | ------------ | ------------ | ----------- | ----------- |
|                | Claude Laugier*        | UMP            | 1 203        | 37,14        | 1 499       | 48,00       |
|                | Nicole Fanelli-Emphoux | PS             | 1 133        | 34,98        | 1 624       | 52,00       |
|                | Louis Sette            | DVD            | 461          | 14,23        | Retrait     | Retrait     |
|                | Romain Gonzalez        | PCF            | 241          | 7,44         |             |             |
|                | Jean-Louis Martin      | FN             | 201          | 6,21         |             |             |
|                |                        |                |              |              |             |             |
| Inscrits       | Inscrits               | Inscrits       | 4 527        | 100,00       | 4 528       | 100,00      |
| Abstentions    | Abstentions            | Abstentions    | 1 179        | 26,04        | 1 220       | 26,94       |
| Votants        | Votants                | Votants        | 3 348        | 73,96        | 3 308       | 73,06       |
| Blancs et nuls | Blancs et nuls         | Blancs et nuls | 109          | 3,26         | 185         | 5,59        |
| Exprimés       | Exprimés               | Exprimés       | 3 239        | 96,74        | 3 123       | 94,41       |

*sortant

### Canton de Sollies-Pont
| Candidats      | Candidats         | Étiquette      | Premier tour | Premier tour |
| Candidats      | Candidats         | Étiquette      | Voix         | %            |
| -------------- | ----------------- | -------------- | ------------ | ------------ |
|                | Bruno Aycard*     | UMP            | 6 504        | 50,90        |
|                | Jean-Paul Boutier | PS             | 3 468        | 27,14        |
|                | Arnaud Clance     | FN             | 1 197        | 9,37         |
|                | Jean Hennion      | PCF            | 870          | 6,81         |
|                | Alain Theuret     | DVD            | 740          | 5,79         |
|                |                   |                |              |              |
| Inscrits       | Inscrits          | Inscrits       | 21 333       | 100,00       |
| Abstentions    | Abstentions       | Abstentions    | 8 130        | 38,11        |
| Votants        | Votants           | Votants        | 13 203       | 61,89        |
| Blancs et nuls | Blancs et nuls    | Blancs et nuls | 424          | 3,21         |
| Exprimés       | Exprimés          | Exprimés       | 12 779       | 96,79        |

*sortant

### Canton de Toulon-1
| Candidats      | Candidats               | Étiquette      | Premier tour | Premier tour |
| Candidats      | Candidats               | Étiquette      | Voix         | %            |
| -------------- | ----------------------- | -------------- | ------------ | ------------ |
|                | Jean-François Fogacci*  | UMP            | 1 820        | 50,22        |
|                | Henri Doërr             | PS             | 584          | 16,11        |
|                | Jean Godin              | FN             | 397          | 10,95        |
|                | Jean-Jacques Le Cloirec | DVD            | 319          | 8,80         |
|                | Philippe Himber         | PCF            | 317          | 8,75         |
|                | Anna Rallo              | MoDem          | 187          | 5,16         |
|                |                         |                |              |              |
| Inscrits       | Inscrits                | Inscrits       | 7 121        | 100,00       |
| Abstentions    | Abstentions             | Abstentions    | 3 339        | 46,89        |
| Votants        | Votants                 | Votants        | 3 782        | 53,11        |
| Blancs et nuls | Blancs et nuls          | Blancs et nuls | 158          | 4,18         |
| Exprimés       | Exprimés                | Exprimés       | 3 624        | 95,82        |

*sortant

### Canton de Toulon-3
| Candidats      | Candidats            | Étiquette      | Premier tour | Premier tour |
| Candidats      | Candidats            | Étiquette      | Voix         | %            |
| -------------- | -------------------- | -------------- | ------------ | ------------ |
|                | Philippe Vitel*      | UMP            | 5 062        | 54,62        |
|                | Karim Ben Saada      | PS             | 1 629        | 17,58        |
|                | Jean-Paul Santarelli | MoDem          | 919          | 9,92         |
|                | Michel Albert        | FN             | 846          | 9,13         |
|                | Albert Pacini        | PCF            | 812          | 8,76         |
|                |                      |                |              |              |
| Inscrits       | Inscrits             | Inscrits       | 17 518       | 100,00       |
| Abstentions    | Abstentions          | Abstentions    | 7 953        | 45,40        |
| Votants        | Votants              | Votants        | 9 565        | 54,60        |
| Blancs et nuls | Blancs et nuls       | Blancs et nuls | 297          | 3,11         |
| Exprimés       | Exprimés             | Exprimés       | 9 268        | 96,89        |

*sortant

### Canton de Toulon-4
| Candidats      | Candidats              | Étiquette      | Premier tour | Premier tour | Second tour | Second tour |
| Candidats      | Candidats              | Étiquette      | Voix         | %            | Voix        | %           |
| -------------- | ---------------------- | -------------- | ------------ | ------------ | ----------- | ----------- |
|                | Philippe Sans          | UMP            | 1 536        | 37,07        | 1 990       | 65,20       |
|                | Laurent Pozzi-Pasquier | PS             | 781          | 18,85        | 1 062       | 34,80       |
|                | Philippe Goetz*        | DVD            | 671          | 16,20        |             |             |
|                | Jean-Pierre Colin      | NC             | 577          | 13,93        |             |             |
|                | Fabrice Caillat        | PCF            | 245          | 5,91         |             |             |
|                | Marika Antal-Nguyen    | MoDem          | 205          | 4,95         |             |             |
|                | Alain Schloesing       | EXD            | 128          | 3,09         |             |             |
|                |                        |                |              |              |             |             |
| Inscrits       | Inscrits               | Inscrits       | 7 246        | 100,00       | 7 246       | 100,00      |
| Abstentions    | Abstentions            | Abstentions    | 2 977        | 41,08        | 4 067       | 56,13       |
| Votants        | Votants                | Votants        | 4 269        | 58,92        | 3 179       | 43,87       |
| Blancs et nuls | Blancs et nuls         | Blancs et nuls | 126          | 2,95         | 127         | 3,99        |
| Exprimés       | Exprimés               | Exprimés       | 4 143        | 97,05        | 3 052       | 96,01       |

*sortant

### Canton de Toulon-6
| Candidats      | Candidats           | Étiquette      | Premier tour | Premier tour |
| Candidats      | Candidats           | Étiquette      | Voix         | %            |
| -------------- | ------------------- | -------------- | ------------ | ------------ |
|                | Caroline Depallens* | UMP            | 5 181        | 51,33        |
|                | Laurent Gabbanini   | PS             | 1 956        | 19,38        |
|                | Laurence Monteil    | FN             | 1 234        | 12,23        |
|                | Florent Lebourg     | MoDem          | 1 008        | 9,99         |
|                | Odile Bozane        | DVG            | 714          | 7,07         |
|                |                     |                |              |              |
| Inscrits       | Inscrits            | Inscrits       | 19 722       | 100,00       |
| Abstentions    | Abstentions         | Abstentions    | 9 206        | 46,68        |
| Votants        | Votants             | Votants        | 10 516       | 53,32        |
| Blancs et nuls | Blancs et nuls      | Blancs et nuls | 423          | 4,02         |
| Exprimés       | Exprimés            | Exprimés       | 10 093       | 95,98        |

*sortant

### Canton de Toulon-7
| Candidats      | Candidats           | Étiquette      | Premier tour | Premier tour | Second tour | Second tour |
| Candidats      | Candidats           | Étiquette      | Voix         | %            | Voix        | %           |
| -------------- | ------------------- | -------------- | ------------ | ------------ | ----------- | ----------- |
|                | Hélène Audibert     | UMP            | 1 709        | 43,74        | 1 838       | 65,53       |
|                | Louis Bernerdi*     | DVD            | 1 032        | 26,41        | Retrait     | Retrait     |
|                | Magali Denunzio     | PS             | 771          | 19,73        | 967         | 34,47       |
|                | Bernard Ferretti    | NC             | 218          | 5,58         |             |             |
|                | Évelyne Boissonnade | PCF            | 177          | 4,53         |             |             |
|                |                     |                |              |              |             |             |
| Inscrits       | Inscrits            | Inscrits       | 7 009        | 100,00       | 7 009       | 100,00      |
| Abstentions    | Abstentions         | Abstentions    | 2 991        | 42,67        | 4 131       | 58,94       |
| Votants        | Votants             | Votants        | 4 018        | 57,33        | 2 878       | 41,06       |
| Blancs et nuls | Blancs et nuls      | Blancs et nuls | 111          | 2,76         | 73          | 2,54        |
| Exprimés       | Exprimés            | Exprimés       | 3 907        | 97,24        | 2 805       | 97,46       |

*sortant

### Canton de Toulon-8
| Candidats      | Candidats                | Étiquette      | Premier tour | Premier tour |
| Candidats      | Candidats                | Étiquette      | Voix         | %            |
| -------------- | ------------------------ | -------------- | ------------ | ------------ |
|                | Jean Bombin*             | UMP            | 4 983        | 55,41        |
|                | Danielle Daumas          | DVG            | 1 691        | 18,80        |
|                | Pierre-Jacques Depallens | MoDem          | 1 007        | 11,20        |
|                | Danièle Le Gac           | FN             | 810          | 9,01         |
|                | Gérard Estragon          | DVG            | 502          | 5,58         |
|                |                          |                |              |              |
| Inscrits       | Inscrits                 | Inscrits       | 17 440       | 100,00       |
| Abstentions    | Abstentions              | Abstentions    | 8 198        | 47,01        |
| Votants        | Votants                  | Votants        | 9 242        | 52,99        |
| Blancs et nuls | Blancs et nuls           | Blancs et nuls | 249          | 2,69         |
| Exprimés       | Exprimés                 | Exprimés       | 8 993        | 97,31        |

*sortant